# Uetliberg
L'Uetliberg ou Üetliberg (littéralement en allemand : montagne Utli) est un sommet de faible altitude (870 m) formant la limite de la ville de Zurich à l'ouest. Compris entre les rivières Sihl et Reppisch, avec un versant sur la commune de Zurich et l'autre versant, sud-ouest, sur les communes de Uitikon et de Stallikon, son plus haut point ne s'élève que de 415 mètres au-dessus du cours de la Limmat.

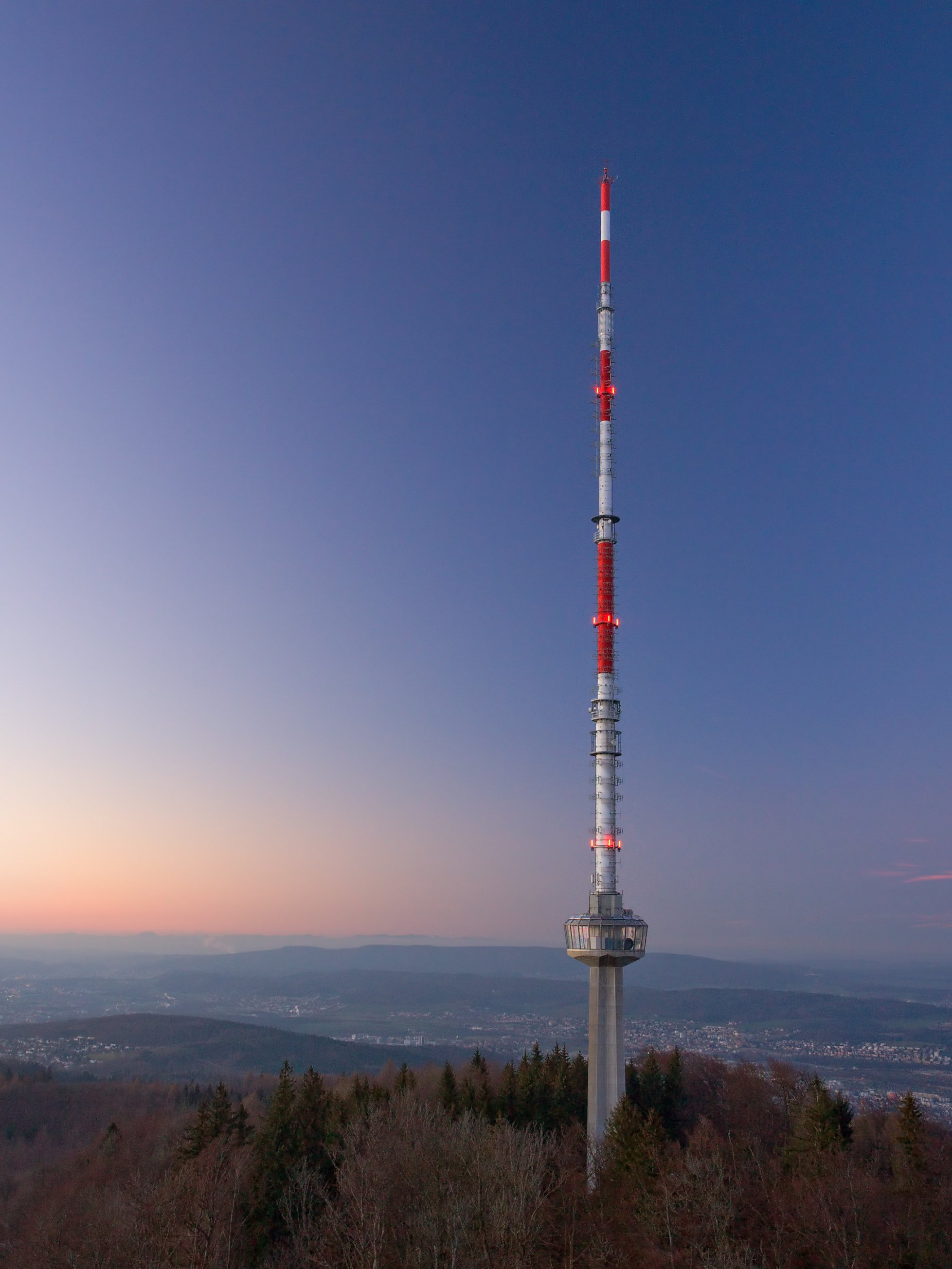
Tour d'émission au sommet.

## Géographie

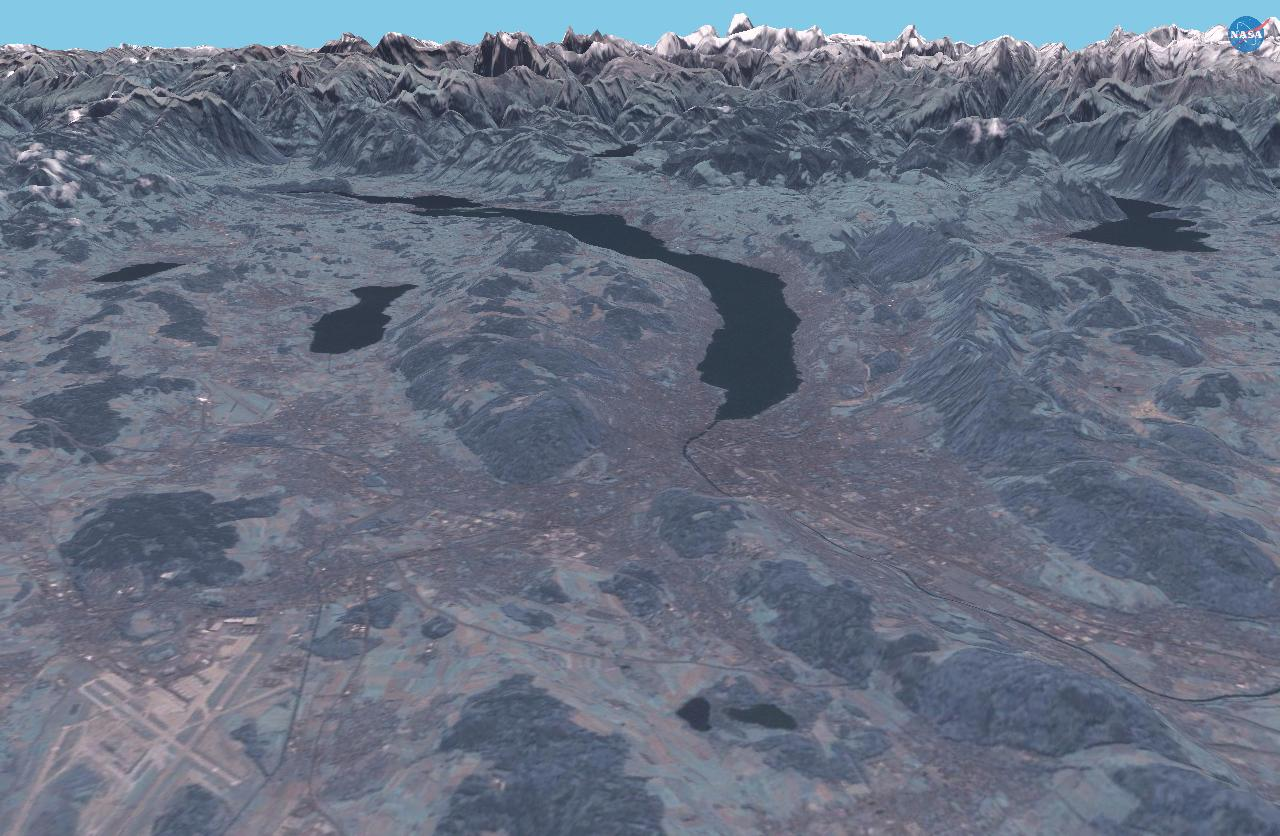
Image numérique de la région de Zurich vue depuis le nord, l'Uetliberg se trouve au centre de l'image, sur l'avant-droite du lac de Zurich.

L'Uetliberg n'est qu'une partie d'une longue colline, commençant vers le village Herferswil et la ville de Schlieren.

## Infrastructures

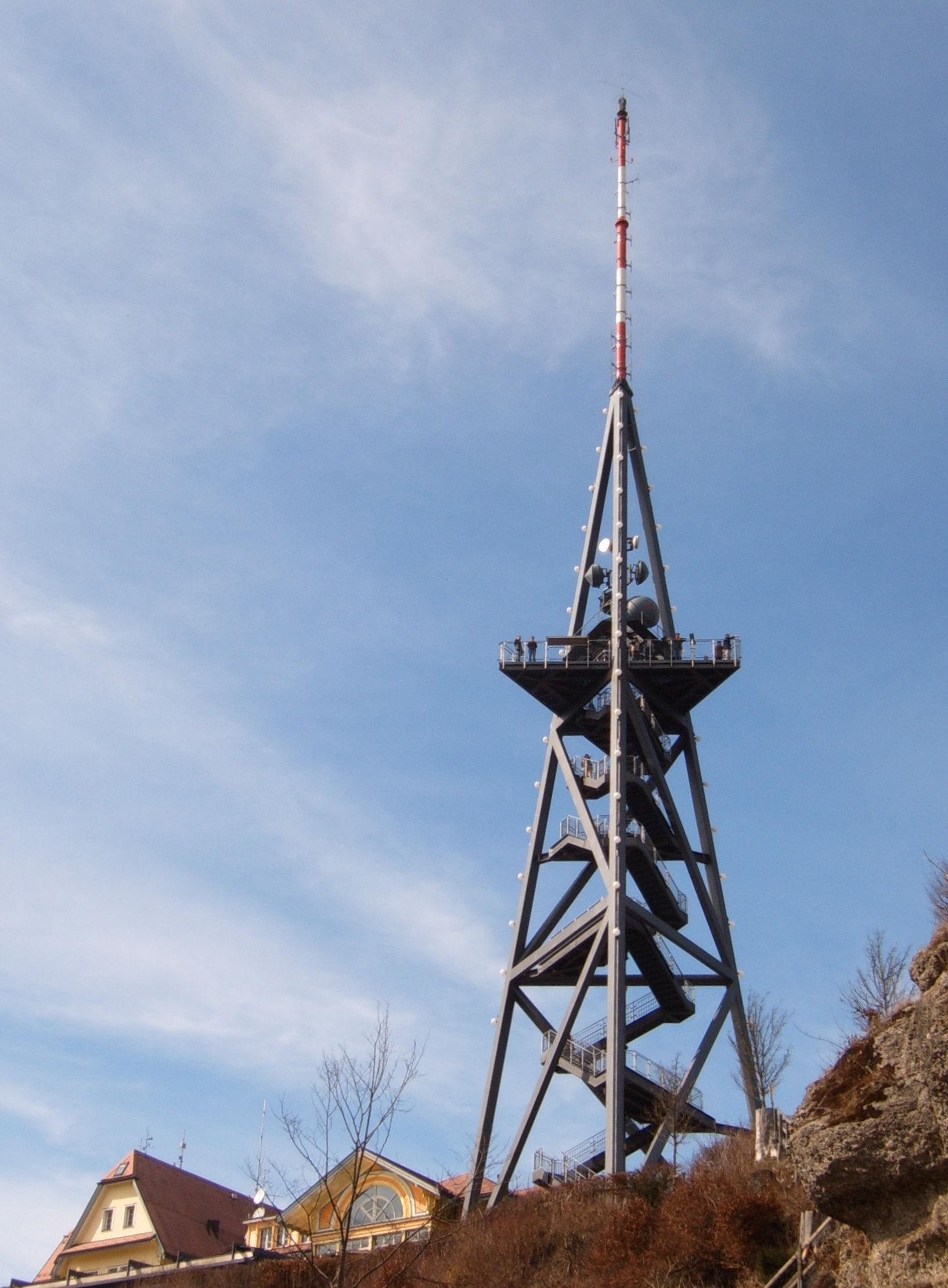
Tour panoramique et restaurant.

Point le plus élevé de Zurich, surplombant directement la ville, le sommet accueille la principale antenne émettrice de Zurich. C'est aussi un lieu très prisé des Zurichois, accessible directement grâce à une ligne de train depuis la gare centrale de Zurich, et donnant par beau temps un panorama exceptionnel sur la ville, le lac de Zurich et les Alpes. Il y a aussi un restaurant à son sommet, ainsi qu'une tour de moindre hauteur que la tour de l'émetteur mais accessible aux visiteurs.

## Transports
L'accès ferroviaire à l'Uetliberg est fait par la ligne de S-Bahn S 10 (ligne de l'Uetliberg), venant depuis la gare centrale de Zurich, qui est généralement desservie toutes les 30 minutes. Depuis la station ferroviaire jusqu'au sommet, il y a environ dix minutes de marche. Le secteur est seulement accessible par train et en mode de transports doux. La circulation automobile y est interdite.

## Histoire
L'Uetliberg fut habité dès l'âge du bronze. Il reste actuellement encore des vestiges archéologiques. Pendant la Seconde Guerre mondiale, furent construits des bunkers pour la protection de la ville de Zurich, elles firent partie de la ligne de la Limmat.
Il reste en 2008 quelques châteaux dans la région de l'Uetliberg : Uetliburg, Sellenbüren et Mannegg.